# كنعان مالك
كنعان مالك (بالإنجليزية: Kenan Malik)‏ هو أحيائي وفيلسوف وصحفي وعالم أعصاب بريطاني، ولد في 26 يناير 1960 في تيلانغانا في الهند.